# Xã Earl, Quận Berks, Pennsylvania
Xã Earl (tiếng Anh: Earl Township) là một xã thuộc quận Berks, tiểu bang Pennsylvania, Hoa Kỳ. Năm 2010, dân số của xã này là 3.195 người.